# Contea di Mainling
Mainling (米林县S; Mǐlín XiànP) è una contea cinese della prefettura di Nyingchi nella Regione Autonoma del Tibet.  Nel 1999 la contea contava 17.347 abitanti. La contea ospita l'etnia Lhoba.

## Economia
L'economia è sostenuta dall'agricoltura e dall'industria forestale. Le principali specie di alberi sono l'abete, l'abete rosso, il pino, la quercia e il cipresso. Le produzioni fruttifere sono rappresentate da mele, pere, noci e pesche.

### Centri abitati
- Wolong 卧龙镇
- Milin 米林镇
- Pai 派镇
- Lilong 里龙乡
- Nanyi
- Zharao 扎绕乡
- Qiangna 羌纳乡
- Danniang 丹娘乡